# Claude Génisson
Claude Génisson, né dans le 15e arrondissement de Paris le 27 août 1927 et mort à Arras le 21 janvier 2023, est un peintre hyperréaliste précis. Il est le père de Catherine Génisson, sénatrice du Pas-de-Calais.

## Biographie
Avec son grand-père, l’architecte parisien Hector Caignart de Mailly, le jeune Claude Jean Genisson commence son initiation artistique. Ce dernier lui fait dessiner au lavis « les cinq ordres » de l’architecture antique et institue le rituel dominical de la sortie au Louvre, qui sera source d'émerveillement.
Élève du peintre-paysagiste franc-Comtois Jules-Émile Zingg, dès ses 10 ans, Génisson parcourt à ses côtés les vernissages au musée d’art moderne de la ville de Paris. Zingg l’emmène également peindre « sur le motif » et le forme à la pratique artistique. La découverte à 16 ans du retable d'Issenheim de Grünewald fut pour lui une source d'inspiration. À 20 ans, le retable de l'Agneau mystique de Hubert et Jan van Eyck sera un choc artistique.
En 1954, il s'installe à Douai. En 1963, la galerie Gaveau à Paris organise sa première exposition personnelle.
Il utilise les techniques anciennes de superposition de vernis et de couches de peinture à l'huile. Il développe une peinture à la fois littéraire, nourrie des récits et des mythes anciens. Il trouve dans ces derniers une partie de ses sources d'inspiration et ses sujets, auquel il donne parfois une dimension fantastique proche de la science-fiction.
En 1980, il participe avec le peintre Roger Frézin au spectacle « Les Visages de Lilith », de Belen, pseudonyme de Nelly Kaplan, joué au théâtre municipal de Douai le 16 décembre 1980 et mis en scène par Jean-Claude Le Saul. La même année, une correspondance s'établit avec le peintre Jean-Jacques Stenven.
Il a reçu la Rose d'Or des Rosati.
Du 14 mars au 27 septembre 2015, Claude Génisson a fait l'objet d'une exposition pour la première fois au musée de la Chartreuse de Douai.
L’œuvre maîtresse de Claude Génisson, La Tour de Babel (2e version), est exposée jusqu'au 14 janvier 2013 au Palais des Beaux-Arts de Lille, dans une exposition qui a pour unique sujet le mythe de la tour de Babel dans l'art contemporain.
Claude Génisson meurt le 21 janvier 2023 à Arras, dans le Pas-de-Calais.

## Œuvres
Plus de sept-cents œuvres, dont :
- Vieille polonaise (1963)
- La tour de Babel, réalisée en 9 000 heures de travail[2]
- Neige (1966)
- Paysage italien (1971)
- La tentation de saint Antoine (1972)
- La capitale des formes (1987) inspirée par l'écrivain cubain Alejo Carpentier.
- La cité de la science inspirée de Pétra en Jordanie